# Pakostov
Pakostov est un village de Slovaquie situé dans la région de Prešov.

## Histoire
Première mention écrite du village en 1567.

## Démographie

### Évolution de la population
| Année:               | 1994. | 2004.   | 2014.   | 2024.   |
| -------------------- | ----- | ------- | ------- | ------- |
| Nombre de personnes: | 503   | 495     | 463     | 434     |
| Différence:          |       | -1,59 % | -6,46 % | -6,26 % |

| Année:               | 2023. | 2024.   |
| -------------------- | ----- | ------- |
| Nombre de personnes: | 445   | 434     |
| Différence:          |       | -2,47 % |